# Lo Fiolairé
Lo Fiolairé ou La Fiolaire (soit « La fileuse ») est une chanson traditionnelle de la région d'Aurillac et de la Haute-Auvergne en dialecte aurillacois.

## Historique
La pièce a été collectée par le compositeur Joseph Canteloube et figure dans le recueil Chants d'Auvergne, où il l'a arrangée pour soprano et orchestre. La chanson fait partie du troisième cahier (publié par Heugel en 1927) que le compositeur avait dédié à la chanteuse Madeleine Grey, qui l'a créée en 1926.
En 1964, Luciano Berio arrangea la chanson à son tour, pour mezzo-soprano, flûte, clarinette, harpe, percussions, alto et violoncelle. La chanson a été incluse dans le recueil Folk Songs et enregistrée par son épouse Cathy Berberian,,.

## Composition
C'est une canso, une composition poétique de douze vers : quatre triolets ; rimes identiques dans toutes les strophes ; rime dite estramp, qui se retrouve au même endroit de vers en vers (coblas unisonans).
La chanson raconte l'histoire d'une bergère qui se souvient que lorsqu'elle était toute petite, alors qu'elle gardait le troupeau, elle avait aussi un bâton à filer et avait appelé un berger pour l'aider, mais celui-ci en retour lui demanda un baiser et elle, qui n'était pas ingrate, lui en donna deux.
Dans l'orchestration de Canteloube, La Fiolaire est « ponctuée par de gracieuses et virevoltantes vocalises soutenues par des trémolos et des traits descriptifs de l'orchestre ».

## Interprétations
- Victoria de los Ángeles
- Arleen Augér
- Cathy Berberian
- Sarah Davis (en)
- Netania Davrath (en)
- Véronique Gens
- Madeleine Grey
- Kiri Te Kanawa
- Sara Macliver (en)
- Frederica von Stade
- Dawn Upshaw